# Eclecticismo musical
El eclecticismo musical o el eclecticismo en la música es el uso consciente que hace un compositor de estilos ajenos a su propia naturaleza, o estilo usuales, de uno o más estilos históricos. El término también se utiliza peyorativamente para describir la música que un compositor, que se cree haber perdido la originalidad, parece realizar libremente, con otros modelos.(Kennedy y Bourne, 2006). 
El término también se puede utilizar para describir la música de compositores que combinan varios estilos, como el uso de una variante de tonos enteros de una canción popular pentatónica en contrapunto cromático, o una melodía arpegiada de terceras sobre cuartas o armonías secundarias. El eclecticismo también puede ser a través de citas, ya sea de un estilo (por ejemplo, Shostakovich: Sinfonía N º 9), las citas directas de canciones populares / variaciones de los compositores (por ejemplo, Mahler: Symphony No. 1; II) o citas directas de otros compositores (por ejemplo, Berio: Sinfonia; III) (Cope ,  1997, 230-33).
Algunos ejemplos adicionales del eclecticismo musical lo constituyen artistas tales como Mike Stern, Victor Wooten y David Russell.
Entre los artistas de la música latinoamericana que adscriben al eclecticismo están el compositor Jorge Calleja y el grupo Gallina Negra, de México, y las bandas chilenas Fulano y Mediabanda.